# Franziska Schenk
Franziska Schenk (13 marzo 1974) è un'ex pattinatrice di velocità su ghiaccio tedesca.

## Palmarès

### Olimpiadi
- Bronzo a Lillehammer 1994 nei 500 metri.

### Mondiali - Sprint
- Oro a Hamar 1997.
- Bronzo a Milwaukee 1995.
- Bronzo a Heerenveen 1996.